# Coelotanypus atus
Coelotanypus atus är en tvåvingeart som beskrevs av Roback 1971. Coelotanypus atus ingår i släktet Coelotanypus och familjen fjädermyggor. Inga underarter finns listade i Catalogue of Life.